# Lucinda Dryzek
Lucinda Dryzek (High Wycombe, 4 de agosto de 1991) es una actriz británica de ascendencia polaca, conocida por interpretar a Katy Riley en la comedia de situación de la BBC, Life of Riley, y a Jasmine Burrows en el drama médico de la BBC, Holby City.

## Biografía
Lucinda Dryzek nació el 4 de agosto de 1991 en High Wycombe una localidad situada en el distrito no metropolitano de Wycombe, en el condado de Buckinghamshire en Inglaterra. Comenzó a actuar a la edad de ocho años y desde entonces ha aparecido en numerosas producciones de cine, televisión y teatro. Entre sus numerosos papeles cabe destacar su interpretación del personaje de Katy en la comedia de situación familiar de la BBC Life of Riley, de 2009 en las tres temporadas. También es conocida por su papel de la joven Elizabeth Swann en la película Piratas del Caribe: La maldición de la Perla Negra de 2003.
Sus trabajos en producciones audiovisuales incluyen tres series de televisión británicas, apariciones en los musicales The Sound of Music, Joseph and the Amazing Technicolor Dreamcoat y varias pantomimas, y papeles en largometrajes y películas para televisión. También ha actuado en la serie de televisión Help! I'm a Teenage Outlaw como Lady Devereux/DeeDee. Tuvo papeles secundarios en el programa de televisión Five Days y en la película City of Ember.
Dryzek se ha unido al elenco del drama médico Holby City como la doctora Jasmine Burrows, la media hermana del personaje Jac Naylor (Rosie Marcel). Hizo su primera aparición durante la transmisión del episodio el 19 de julio de 2016 y la última el 20 de junio de 2017.

## Filmografía

### Cine
| Año  | Título                                             | Papel                    | Notas                    | Ref.  |
| ---- | -------------------------------------------------- | ------------------------ | ------------------------ | ----- |
| 2003 | Piratas del Caribe: La maldición de la Perla Negra | Elizabeth Swann de joven | Su debut cinematográfico | [ 2 ] |
| 2008 | City of Ember: En busca de la luz                  | Lizzie Bíco              |                          | [ 2 ] |

### Televisión
| Año       | Título                        | Papel                  | Notas                                 | Ref.                                    |
| --------- | ----------------------------- | ---------------------- | ------------------------------------- | --------------------------------------- |
| 1999      | Home Farm Twins               | Natalie «Nat» Baker    |                                       |                                         |
| 2001-2002 | Micawber                      | Lily Micawber          | 4 episodios                           |                                         |
| 2002      | Silent Witness                | Cassie Dalton          | Episodio: «Closed Ranks» (dos partes) | [ 6 ] [ 7 ]                             |
| 2003      | The Queen's Nose              | Gemma                  | 6 episodios                           | [ 8 ] [ 9 ] [ 10 ] [ 11 ] [ 12 ] [ 13 ] |
| 2005      | Tom Brown's Schooldays        | Charlotte              | Telefilme                             |                                         |
| 2006      | Vital Signs                   | Lexie Bradley          | 5 episodios                           |                                         |
| 2006      | Love Lies Bleeding            | Joanne de joven        | Telefilme                             |                                         |
| 2006      | Doctor Who                    | Melissa                | Episodio «Reunión escolar» (2.3)      | [ 14 ] [ 3 ]                            |
| 2004-2006 | Help! I'm a Teenage Outlaw    | Deedee / Lady Devereux | 13 episodios                          | [ 3 ]                                   |
| 2007      | Five Days                     | Tanya Wellings         | 3 episodios                           | [ 4 ]                                   |
| 2007      | Forgiven                      | Older Sophie           | Telefilme                             |                                         |
| 2007      | The Whistleblowers            | Lizzie Spencer         | Episodio «Starters»                   |                                         |
| 2008      | 10 Days of War                | Yasmin                 | Episodio «Failure Is Not an Option»   | [ 15 ]                                  |
| 2008      | Coming Up                     | Eva                    | Episodio «Thinspiration»              | [ 3 ]                                   |
| 2008      | Spooks: Code 9                | Alice Hamilton         |                                       |                                         |
| 2008-2009 | Parents of the Band           | Lucy                   | 4 episodios                           | [ 3 ]                                   |
| 2009      | Doctors                       | Harriet Jonas          | Episodio «If You Love Somebody»       | [ 16 ]                                  |
| 2009-2011 | Life of Riley                 | Katy Riley             | 20 episodios                          | [ 1 ]                                   |
| 2011      | Outnumbered                   | Victoria               | Episodio 4.6                          | [ 17 ]                                  |
| 2012      | Cardinal Burns                | Olivia                 | 6 episodios                           |                                         |
| 2013      | Stella                        | Leah                   | 6 episodios                           | [ 1 ]                                   |
| 2013      | Quick Cuts                    | Becky                  | 3 episodios                           | [ 18 ]                                  |
| 2014      | Midsomer Murders              | Amy Strickland         | Episodio: «Wild Harvest»              | [ 19 ]                                  |
| 2015      | Jonathan Strange & Mr Norrell | Flora Greysteel        | 2 episodios                           | [ 1 ]                                   |
| 2016-2022 | Holby City                    | Jasmine Burrows        | Personaje regular; 40 episodios       | [ 1 ]                                   |
| 2018      | Unforgotten                   | Claire Finch           | 6 episodios                           |                                         |
| 2019      | Silent Witness                | Marie Walsh            | 2 episodios                           |                                         |
| 2019      | The Twilight Zone             | Katherine Langford     | Episodio: «Six Degrees of Freedom»    | [ 20 ]                                  |
| 2022      | London Kills                  | Samira Hart            | Episodio: «Grace»                     |                                         |
| 2024      | McDonald & Dodds              | Lynn Wood              | Episodio: «Wedding Fever»             |                                         |